# Haruhiko Kuroda
Haruhiko Kuroda (黒田 東彦 Kuroda Haruhiko?,  nacido el 25 de octubre 1944), es el 31.º Gobernador del Banco de Japón (BOJ). Anteriormente, fue presidente del Banco Asiático de Desarrollo, entre el de 1 de febrero de 2005 y el 18 de marzo de 2013.
Kuroda ha sido partidario de una política monetaria más flexible en Japón. Su nombramiento de febrero de 2013 por el gobierno entrante del primer ministro Shinzō Abe había sido esperado. Al mismo tiempo, fueron nominados también Kikuo Iwata — "un duro crítico de las pasadas políticas del BOJ" — e Hiroshi Nakaso, un oficial  sénior del BOJ a cargo de asuntos internacionales, como los dos subalternos Kuroda. El gobernador anterior, Masaaki Shirakawa, dejó el puesto en marzo de 2013.